# Jacques Bernard d’Anselme

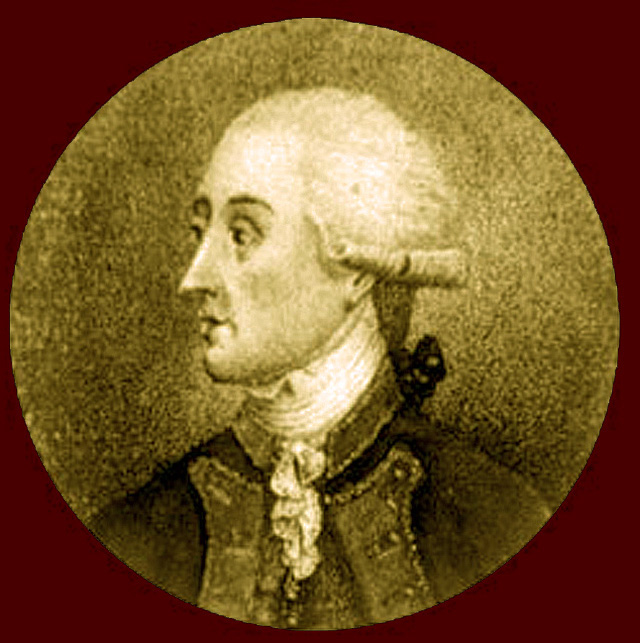
Jacques Bernard d’Anselme

Jacques Bernard d’Anselme (* 22. Juli 1740 in Apt, Département Vaucluse; † 17. September 1814 in Paris) war ein französischer Général de division.

## Leben
Bereits mit fünf Jahren kam Anselme als enfant de troupe zum Régiment de Souvré, in dem sein Vater im Rang eines Capitaine diente. Nach seiner militärischen Ausbildung konnte er sich schon bald durch Tapferkeit auszeichnen. Er kämpfte im Siebenjährigen Krieg 1768/69 in Korsika.
Nach einigen Beförderungen diente er ab 1780 im Rang eines Lieutenant-colonel im Unabhängigkeitskrieg gegen die Briten.
Am 1. April 1791 kam Anselme als Aide-de-camp in den Stab von Marschall Jean-Baptiste-Donatien de Vimeur, comte de Rochambeau. Als solcher konnte er sich in den Revolutionskriegen wiederum mehrmals durch Mut und Tapferkeit auszeichnen.
Vom 7. November bis 25. Dezember 1792 war d’Anselme de facto Kommandant der Armée d’Italie (Italienarmee) auch wenn er nicht als solcher bestätigt wurde.
Mit Wirkung vom 14. Februar 1793 fiel Anselme dem Wohlfahrtsausschuss durch seine angeblich royalistische Gesinnung auf; er wurde suspendiert und inhaftiert. Die Revolte der Thermidorianer am 27. Juli 1794 (→9. Thermidor) rettete ihn wohl vor der Guillotine. Am 15. Oktober 1795 wurde er rehabilitiert und offiziell in den Ruhestand verabschiedet. Anselme starb im Alter von 74 Jahren am 17. September 1814 und fand auf dem Cimetière du Père-Lachaise (Division 45) seine letzte Ruhestätte.

## Ehrungen
- 18. April 1770 Chevalier des Ordre royal et militaire de Saint-Louis
- Sein Name findet sich am südlichen Pfeiler (23. Spalte) des Triumphbogens am Place Charles-de-Gaulle (Paris).